# 詹初
詹初（?—?），字以元，流塘人。
崇奉朱熹，早年被推薦入太学录，与同學汪莘友善。曾上疏忤韩侘胄，後罢归，隱居於庐山，以讲学为事，終生不仕。有《流塘集》。